# Pulp (literatura)

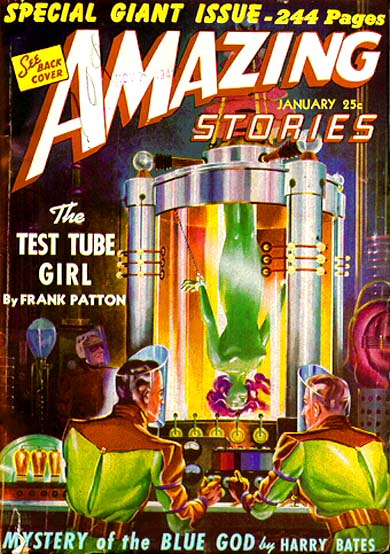
Edició pulp dAmazing Stories

Els pulp magazines (literalment "revistes de polpa") van ser unes revistes de ficció molt barates, populars entre els anys 20 i els anys 50, i que contenien literatura sovint de caràcter sensacionalista, a vegades de poca qualitat. El terme pulp fiction també es pot referir a llibres en rústica de mercat popular dels anys 1950, que tindria el seu equivalent català en el terme "literatura de cordill".

## Terminologia i història
El nom "polpa" ve del paper de pasta barata en el qual es publicaven tals revistes. Les revistes publicades en millor paper i que normalment oferien el contingut orientat a la família s'anomenava sovint "glossies" o "slicks". Les polpes eren el successor al "penny dreadfuls" ("[contes] peluts d'un penic"), "dime novels" (en català novel·les de moneda de 10 centaus), i revistes de ficció curtes del segle xix. Encara que molts escriptors respectats escrivien per a pulp, les revistes es recorden sobretot, per a les seves històries ràpides, esborronadores, sensacionalistes i els dibuixos explosius i emocionants de la seva coberta. Els superherois de còmic moderns es consideren a vegades descendents dels "hero pulps" (herois de polpa); les revistes pulp sovint presentades il·lustraven històries de llargada de novel·la amb personatges heroics com the Shadow (l'Ombra), Doc Savage, i the Phantom Detective (el Detectiu Fantasma). Tanmateix els pulps es dirigien més a lectors adults mentre que els còmics s'escrivien tradicionalment per a nens i adolescents.
A causa de les lleis de drets d'autor a l'època, també hi havia línies clares d'aquesta classe de revista a la Gran Bretanya. Aquestes revistes, anomenades "story papers" (diaris d'història), es distribuïen per tot l'Imperi Britànic. Els personatges de diari d'història com Sexton Blake i Nelson Lee eren similars a personatges pulp americans. A l'època, no hi havia cap mercat de mitjans de comunicació global. Tot i que s'escrivien en la mateixa llengua, no hi havia gens de reconeixement dels personatges per cada nació.
Les cobertes dels pulp eren famoses per les seves damisel·les mig despullades que patien, normalment esperant un heroi que les rescatés.
Es considera que el primer "pulp" és l'Argosy Magazine reorganitzat per Frank Munsey l'any 1896. El format finalment declinà (especialment els anys 1950) amb la pujada dels costos del paper, la competència dels còmics, la televisió, i la novel·la de llibre en rústica. La majoria de les revistes pulp restants són de ciència-ficció o revistes de misteri ara en un format resumit. El format encara es fa servir per a alguns serials llargs, com la ciència-ficció setmanal alemanya Perry Rhodan (cap als 2.300 exemplars l'any 2005).

## Gèneres
Un error comú és considerar que la pulp fiction es limita a les aventures de ficció de 1940 a l'estil Indiana Jones. Mentre que tal ficció s'inclou, de fet, sota l'encapçalament de pulp fiction, el terme de cap manera no es limita a descriure només aquell tipus de ficció.
Les revistes pulp sovint contenien una varietat àmplia de ficció de gènere, incloent-hi, però no limitant-se a misteri, ciència-ficció, aventura, Antic Oest Estatunidenc (westerns), guerra, esports, ferrocarril, aventura d'homes ("the sweats"), romanç, horror i ocultisme ("weird menace"), i detectius (Sèrie Noire). L'Antic Oest Estatunidenc era un gènere principal de les novel·les a primera volta de segle, i també a les revistes pulp posteriors, i va durar més temps que les altres tradicionals.
Molta ciència-ficció clàssica i novel·les de crims es van fer originalment com a sèries en revistes pulp com Weird Tales (Contes Estranys), Amazing Stories (Històries Sorprenents), i Black Mask (Màscara Negra).

## Personatges famosos i infames de ficció de lapulp fiction
- The Avenger
- Biggles
- Hopalong Cassidy
- Conan the Barbarian
- Philo Gubb
- Doc Savage
- G-8
- John Carter of Mars
- Operator No. 5
- Sexton Blake
- The Black Bat
- The Eel
- The Phantom Detective
- The Shadow
- The Spider
- Tarzan
- Zorro

Kilgore Trout, el perenne personatge de l'obra de Kurt Vonnegut, és un escriptor fictici de pulp fiction.

## Autors que començaren alpulp
Molts autors coneguts començaven les seves carreres escrivint per a pulp sota pseudònims. Els autors coneguts que escrivien per a pulp inclouen:
| - Poul Anderson - Isaac Asimov - Alfred Bester - Robert Bloch - Leigh Brackett - Ray Bradbury - Max Brand - Edgar Rice Burroughs - Ellis Parker Butler - Hugh B. Cave - Raymond Chandler | - Arthur C. Clarke - Lester Dent - Philip K. Dick - Erle Stanley Gardner - Dashiell Hammett - Robert A. Heinlein - Frank Herbert - Robert E. Howard - L. Ron Hubbard - Louis L'Amour - Fritz Leiber - Elmore John Leonard | - H. P. Lovecraft - John D. MacDonald - Johnston McCulley - Walt Morey - Talbot Mundy - Seabury Quinn - Richard S. Shaver - Robert Silverberg - Upton Sinclair - Clark Ashton Smith - Jack Vance |

## Editors depulp
- Frank A. Munsey Co.
- Popular Publications
- Better/Standard/Thrilling
- Street & Smith
- Hugo Gernsback

## La ficciópulpactual
Després de l'any 2000, uns quants petits editors independents van llançar revistes que publicaven ficció curta, o contes o presentacions de llargada de novel·la, en la tradició de les revistes pulp dels primers anys del segle vint. Aquests incloïen Blood 'N Thunder' i High Adventure. Hi havia també una revista, que va sobreviure poc temps, que reactivava el títol Argosy. Eren publicacions especialitzades publicades en tirades de premsa curtes. No es van publicar en el pulp trencadís i de pasta de paper d'alta acidesa de les publicacions velles, i no apuntaven pas a una audiència ampla com aquelles.